# Moderno ortodoksno judovstvo
Moderno ortodoksno Judovstvo je gibanje znotraj skupnosti ortodoksnih Judov, ki združuje tradcionalne in konzervativne judovsko predstave z modernejšimi, sodobnejšimi. Moderno ortodoksnost opisuje več samostojnih proučevanj, zaradi česar se gibanje predvsem v podrobnih pogledih razumeva različno, na več načinov. 
V Izraelu na primer, gibanje povezuje versko judovstvo in sionizem.

## Zgodovina
Za začetnika gibanja velja nemški rabin Raphael Hirsch. Kot pisec vplivnih verskih knjig je nasprotoval začetnim idejnim gibanjem konzervativnega in reformiranega judovstva. S skupino privržencev je menil, da je edini zanje spremeljivi način nadaljevanja ortodoksnega judovstva, ustanovitev nove veje gibanja. Prepričanja med tedanjimi ortodoksnimi Judi in Hirschevo skupino je primerjal s katoliško in protestantsko versko ločnico - »dve v osnovi enaki verski smeri, ki ne moreta shajati druga z drugo«.